# World Forum (Den Haag)

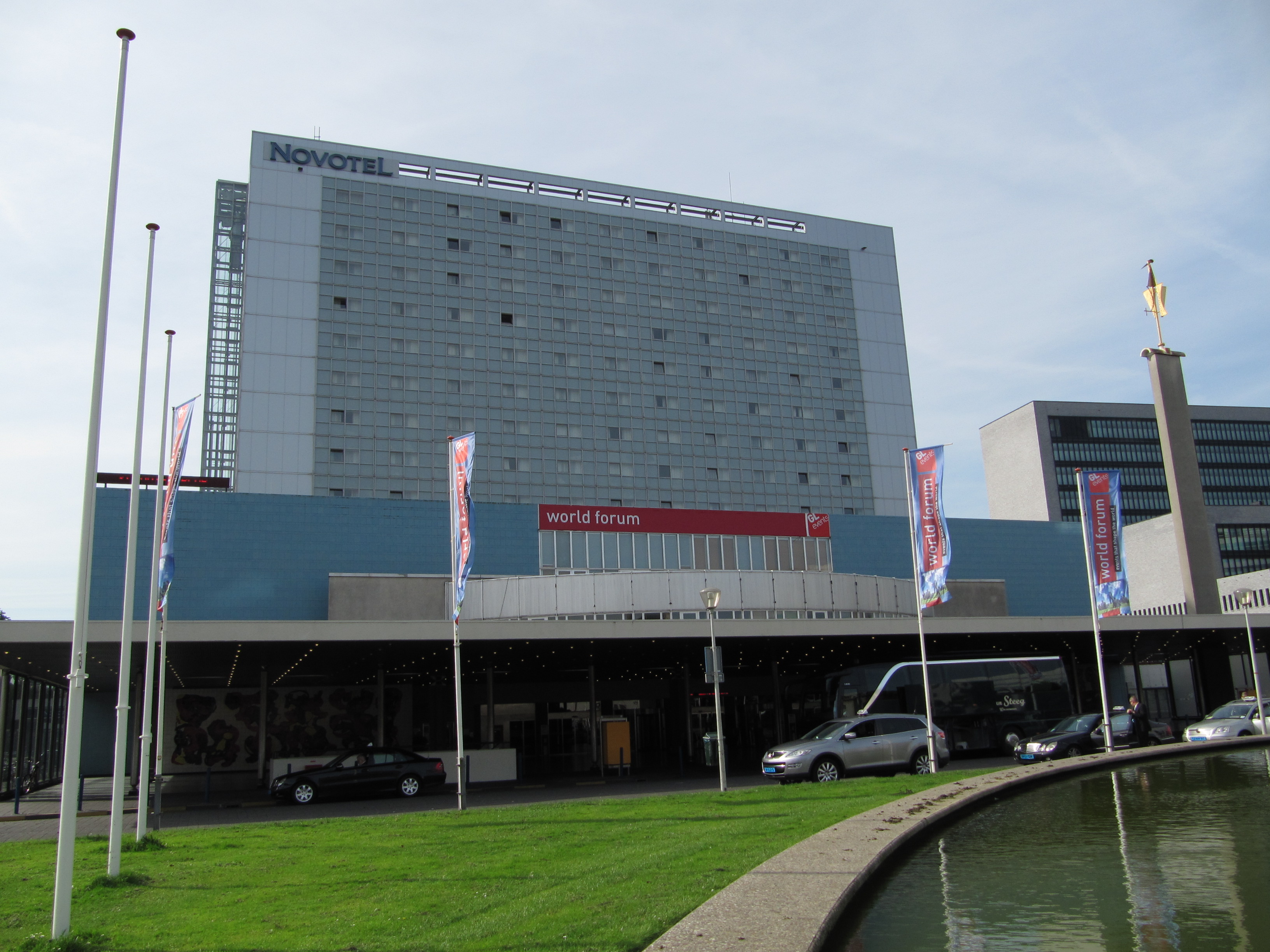
World Forum

Das World Forum (vorher World Forum Convention Center) ist ein Multifunktionsveranstaltungszentrum in Den Haag. In direkter Nachbarschaft befindet sich der Internationale Strafgerichtshof für das ehemalige Jugoslawien. 
Das Gebäude wurde als Nederlands Congres Centrum (NCC) im Jahre 1969 nach Plänen des Architekten Jacobus Johannes Pieter Oud im Stil des Neuen Bauens errichtet. Nach einem Betreiberwechsel Mitte der 2000er Jahre wurde die Halle umbenannt. Im World Forum finden Kongresse, Festivals, Konzerte oder Konferenzen statt. Darunter waren der Eurovision Song Contest (1976 und 1980), North Sea Jazz Festival (1976–2005), The Hague Jazz (2006–2010), die Afghanistan-Konferenz (2009), der NATO-Gipfel (2025) sowie Konzerte von A-ha, Sarah Brightman, Eric Clapton, Céline Dion, Queen und anderen.